# Francisco Tárrega
Francisco Tárrega (y Eixa), španski skladatelj in kitarist, * 21. november 1852, Villareal, Španija, † 15. december 1909, Barcelona.
Francisco Tarrega se je rodil leta 1852 v španskem mestu Villareal. Bil je skladatelj in kitarist, ki je deloval v obdobju glasbene romantike. 
Prvič se je s kitaro srečal doma; njegov oče je na njo igral flamenko in še nekatere druge zvrsti. Ko je bil oče na delu, jo je vzel v roke in poskušal posnemati lepe zvoke , ki jih je slišal od njega. Kot otroka ga je varuška potisnila v deroč potok z mrzlo vodo, zaradi tega padca v kanal je skoraj oslepel. Tudi njegova prva dva učitelja kitare sta bila slepa. Leta 1862 je v njihovo mesto prišel znani koncertni kitarist Julian Arcas, ki je Tarrego takrat slišal igrati in njegovemu očetu je svetoval, naj ga pripelje v Barcelono, da ga bo učil. Njegov oče se je s tem strinjal, vendar pod pogojem, da se bo sin učil tudi klavir. Kakorkoli že, Franciscove učne ure so bile hitro končane, ker je njegov učitelj odšel na koncertno turnejo. Francisco pa je takrat odšel služit denar z igranjem po kavarnah, vendar ga je oče hitro našel in ga pripeljal domov. Čez nekaj let je znova odšel zdoma, tokrat v Valencio, kjer je s številnimi glasbeniki igral za denar. Bil je vešč kitare kot tudi klavirja. Sčasoma se je vrnil domov, da bi pomagal družini. Leta 1874 se je vpisal na konservatorij v Madrid pod sponzorstvom mecena Antonia Caño-ja. Njegov novi učitelj Emilio Arrieta ga je prepričal, da je opustil igranje klavirja in se posvetil kitari. Konec 70-ih let je tudi sam začel poučevati kitaro (učil je tudi Emiliana Pujola in Miguela Llobeta) in igrati na različnih koncertih. Požel je velik uspeh in začel koncertirati po celotni Španiji. V tem času je začel pisati tudi lastne skladbe, ki jih je poleg del drugih skladateljev igral na koncertih. Nastopil je tudi v Lyonski operi, Parizu in Londonu, vendar mu angleško vreme in govorica nista odgovarjala preveč. Ker njegove družine ni bilo poleg, je imel velikansko domotožje in to žalost je želel izraziti v glasbi – nastala je ena izmed njegovih najbolj znanih del, Lagrima (»solza, ki se utrne«).  
Da bi razširil svoj repertoar, je začel transponirati klavirske skladbe Beethovna, Chopina in Mendelssohna. Pri tem mu je bilo v pomoč njegovo znanje klavirja.
V tem času mu je umrla hči, zato se je za stalno preselil v Barcelono, kjer so živeli tudi nekateri izmed njegovih glasbenih prijateljev, Isaac Albeniz, Enrique Granados in drugi. Kasneje je na potovanju v Granado zasnoval temo za njegovo skladbo Recuerdos de la Alhambra, ki jo je posvetil Alfredu Cottinu, Francozu, ki je omogočil njegove pariške koncerte. 
Proti koncu 80-ih let je še koncertiral po Španiji, vendar ne več tako masovno. Zadnjih 9 let življenja je kitaro igral brez nohtov, ker je želel raziskati še druge barve in zvoke kitare. Proti koncu ga je prizadela še delna paraliza desne strani telesa, zato na koncertih ni več igral. Svoje zadnje delo, Oremus, ki ni  Tarregovo  originalno  delo  ampak transkripcija drugega dela   Phantasietanz op. 24, Roberta Schumanna Op. 124, je dokončal 2. decembra leta 1909, umrl pa je samo 13 dni kasneje, 15. decembra v Barceloni, v starosti 57 let. 
NJEGOVA DELA: 
•	Capricho árabe (capricho – muhasto)
•	La alborada 
•	Gran jota 
•	El columpio 
•	María 
•	Marieta 
•	Adelita 
•	Rosita 
•	Gran vals 
•	Danza odalisca 
•	Pavana 
•	Paquito 
•	Pepita 
•	Danza mora 
•	Valse en re 
•	Recuerdos de la Alhambra 
•	Mazurca en sol
•	Minueto 
•	Estudio sobre una sonatina de Alard 
•	Isabel
•	La mariposa 
•	Estudio sobre un estudio de Cramer 
•	Sueño-mazurca 
•	Las dos hermanas 
•	Variaciones sobre El Carnaval de Venecia de Paganini 
•	Preludio en re 
•	Preludio en mi 
•	Preludio en la menor 
•	Preludio en sol
•	Lágrima 
•	Preludio en re menor 
•	Preludio en la 
•	Preludio en si menor 
•	Preludio en mi 
•	Preludio en fa sostenido menor 
•	Endecha 
•	Oremus 
•	Preludio en do 
•	Preludio en mi menor 
•	Preludio en la menor sobre Tres piezas cortas, no. 2, de Schumann 
•	Estudio en forma de minueto 
•	Estudio sobre un tema de damas 
•	Sueño (trémolo) 
•	Estudio en sol 
•	Estudio sobre una sonatina de Prudend 
•	Estudio de velocidad 
•	La Etide (mi bemol) 
•	Mazurca sobre un tema anónimo español 
•	Transcription of Barcarola veneziana, No. 1, de Mendelssohn 
•	Fantasía sobre La Traviata de Verdi, ki  se  Tarregi  napačno  pripisuje,  pa je delo  njegovega učitelja Juliana  Arcasa. 
GLASBENI STIL:
Kot skladatelj je bil Tarrega konservativen, sledil je splošnim trendom v drugi polovici 19. stoletja. 
Bil je virtuoz na kitari, poznan tudi pod vzdevkom »Sarasate«. Postavil je temelje igranja na kitaro 
v 20. stoletju in povečal zanimanje za ta inštrument. Deloval je pod vplivom romantike.